# Woodbury Salterton
Woodbury Salterton – wieś w Anglii, w Devon. Leży 10 km od miasta Exeter, 63,6 km od miasta Plymouth i 249,2 km od Londynu. W 2015 miejscowość liczyła 657 mieszkańców.